# 青春ブタ野郎シリーズ (アニメ)
青春ブタ野郎シリーズ（せいしゅんブタやろうシリーズ）は、鴨志田一による同名のライトノベルシリーズを原作とする、日本のアニメーション作品。

## 略歴
2018年3月に開催されたイベント「電撃25周年記念 ゲームの電撃 感謝祭2018 featuring 電撃文庫」にてテレビアニメ化が発表された。原作第1巻から第6巻の序盤までを原作としたテレビアニメ『青春ブタ野郎はバニーガール先輩の夢を見ない』が2018年10月より12月まで朝日放送テレビほかにて放送された。
原作第6・7巻を原作としたアニメーション映画『青春ブタ野郎はゆめみる少女の夢を見ない』が2019年6月に公開された。原作第8・9巻を原作とした新作アニメーション映画『青春ブタ野郎はおでかけシスターの夢を見ない』が2023年6月に、『青春ブタ野郎はランドセルガールの夢を見ない』が同年12月にそれぞれ公開された。
『ランドセルガール』の劇中最後に、大学生編（原作第10巻以降）のアニメ制作決定が発表された。テレビアニメ『青春ブタ野郎はサンタクロースの夢を見ない』が2025年7月よりTOKYO MXほかにて放送中。
| 公開年 | 公開形態     | アニメタイトル                             | 該当原作小説（巻数） |
| ------ | ------------ | ------------------------------------------ | --- |
| 2018年 | テレビアニメ | 青春ブタ野郎はバニーガール先輩の夢を見ない | 青春ブタ野郎はバニーガール先輩の夢を見ない（第1巻） 青春ブタ野郎はプチデビル後輩の夢を見ない（第2巻） 青春ブタ野郎はロジカルウィッチの夢を見ない（第3巻） 青春ブタ野郎はシスコンアイドルの夢を見ない（第4巻） 青春ブタ野郎はおるすばん妹の夢を見ない（第5巻） |
| 2019年 | 劇場アニメ   | 青春ブタ野郎はゆめみる少女の夢を見ない     | 青春ブタ野郎はゆめみる少女の夢を見ない（第6巻） 青春ブタ野郎はハツコイ少女の夢を見ない（第7巻） |
| 2023年 | 劇場アニメ   | 青春ブタ野郎はおでかけシスターの夢を見ない | 青春ブタ野郎はおでかけシスターの夢を見ない（第8巻） |
| 2023年 | 劇場アニメ   | 青春ブタ野郎はランドセルガールの夢を見ない | 青春ブタ野郎はランドセルガールの夢を見ない（第9巻） |
| 2025年 | テレビアニメ | 青春ブタ野郎はサンタクロースの夢を見ない   | 第10巻以降（詳細未公表） |

## 登場人物
- 梓川咲太 - 声：石川界人[14]
- 桜島麻衣 - 声：瀬戸麻沙美[14]
- 古賀朋絵 - 声：東山奈央[14]
- 双葉理央 - 声：種﨑敦美[14]
- 豊浜のどか - 声：内田真礼[14]
- 梓川かえで - 声：久保ユリカ[14]
- 牧之原翔子 - 声：水瀬いのり[14]
- 広川卯月 - 声：雨宮天[12]
- 赤城郁実 - 声：山根綺[12]
- 姫路紗良 - 声：小原好美[12]
- 美東美織 - 声：石見舞菜香[12]
- ミニスカサンタ - 声：上田麗奈[12]

## スタッフ
|                                      | 『バニーガール先輩』 | 『サンタクロース』 |
| ------------------------------------ | -------------------- | ------------------ |
| 原作                                 | 鴨志田一             | 鴨志田一           |
| 原作イラスト                         | 溝口ケージ           | 溝口ケージ         |
| 監督                                 | 増井壮一             | 増井壮一           |
| シリーズ構成・脚本                   | 横谷昌宏             | 横谷昌宏           |
| キャラクターデザイン                 | 田村里美             | 田村里美           |
| 助監督                               | いわたかずや         | N/A                |
| プロップデザイン                     | 髙田晃               | 小川茜             |
| 美術設定                             | 藤井一志             | 塩澤良憲           |
| 美術監督                             | 渋谷幸弘             | 坂上裕文           |
| 色彩設計                             | 横田明日香           | 横田明日香         |
| CGディレクター                       | 野間裕介、唐澤祐人   | 織田健吾、田中葉月 |
| 撮影監督                             | 関谷能弘             | 楊暁牧             |
| 2Dデザイン モニターワークス 特殊効果 | 内海紗耶             | 内海紗耶           |
| 編集                                 | 三嶋章紀             | 三嶋章紀           |
| 音響監督                             | 岩浪美和             | 岩浪美和           |
| 音楽                                 | fox capture plan     | fox capture plan   |
| プロデューサー                       | 横山朱子             | 奈良駿介           |
| プロデューサー                       | 黒川雄一朗           |                    |
| アニメーションプロデューサー         | 木田和哉             | 辻󠄀俊一             |
| 制作                                 | CloverWorks          | CloverWorks        |
| 製作                                 | 青ブタ Project       | 青ブタ Project     |

## 制作
監督の増井壮一は原作小説を読んだ印象としてライトノベルよりも少年文学に近く、「思春期の少年少女の心の悩みを掘り下げていく作品」であると解釈している。増井は「少年少女の青春」「キャラクターのリアルな心情」が原作小説の魅力だとしており、それらを限られた尺の中でどのように凝縮するかを考え、鴨志田との話し合いの末に、「とある少年少女の、青春の一コマ」を丁寧に描くという方針になったと話している。また増井は「麻衣が通学中に浮いている感じがリアル」との指摘に対して、アニメ独特の風景ではなく現実世界でも実際に起きるような映像にしていくことを目標としていると話している。
『バニーガール』放送の2年前に多数決ドラマで本作のキャラクターを担当していたキャスト陣がそのまま本作でも続投となった。桜島麻衣役の瀬戸麻沙美は、アフレコを行っていくうちに麻衣が他人とコミュニケーションを取ることに抵抗がない人間だと感じたとしたうえで、一方で麻衣が咲太に対しては素直な感情を出していると思えたことから「甘えという意味ではなく、強気に出ても咲太は自分のことを嫌いにならないという少しの自信と信頼関係を出せるように演じた」と話している。

## 主題歌
「君のせい」
the peggiesによるTVシリーズ『青春ブタ野郎はバニーガール先輩の夢を見ない』オープニングテーマ。作詞・作曲は北澤ゆうほ、編曲はthe peggiesと川口圭太。
「不可思議のカルテ」
桜島麻衣（瀬戸麻沙美）、古賀朋絵（東山奈央）、双葉理央（種﨑敦美）、豊浜のどか（内田真礼）、梓川かえで（久保ユリカ）、牧之原翔子（水瀬いのり）によるエンディングテーマ。第6話を除く全話で使用。作詞は児玉雨子、作曲・編曲はカワイヒデヒロ。エピソードごとに参加するキャラクターが異なる。
『青春ブタ野郎はゆめみる少女の夢を見ない』ではmovie ver.が使用された。
『青春ブタ野郎はおでかけシスターの夢を見ない』では花楓&かえで Ver.（久保ユリカ）を使用。
『青春ブタ野郎はランドセルガールの夢を見ない』ではAll Heroine Ver.を使用。
「BABY!」
スイートバレット（内田真礼、雨宮天、うらのねこ、こまりまこ、いちいちご）による劇中歌。『バニーガール先輩』第10話で使用。作詞・作曲は北澤ゆうほ、原曲はthe peggies、編曲は村田祐一。
「スノウドロップ」
Conton CandyによるTVシリーズ『青春ブタ野郎はサンタクロースの夢を見ない』オープニングテーマ。
「水平線は僕の古傷」
広川卯月、赤城郁実、姫路紗良、霧島透子によるTVシリーズ『青春ブタ野郎はサンタクロースの夢を見ない』エンディングテーマ。作詞は児玉雨子、作曲はカワイヒデヒロ。
「オトメノート」 / 「ミューズになっちゃう」 / 「超音波のメロディ」
スイートバレット（内田真礼、雨宮天、渋谷彩乃、高木美佑、鈴代紗弓）による『青春ブタ野郎はサンタクロースの夢を見ない』劇中歌。
作詞は児玉雨子、作曲・編曲は村田祐一。
「Social World」 / 「Hilbert Space」
作詞・作曲「霧島透子」名義の『青春ブタ野郎はサンタクロースの夢を見ない』劇中歌。
「感情電車」
『青春ブタ野郎はサンタクロースの夢を見ない』第2話で路上ミュージシャンが歌っていた劇中歌。作詞・作曲・編曲は村田祐一。

## 評価
第3回クランチロール・アニメアワードでは3部門にノミネートされ、桜島麻衣がBest Girl（最優秀女性キャラ）を受賞。dアニメストアが実施した「あなたが選ぶdアニメストアアワード2018」では「展開が気になったアニメ部門」「ストーリーが良かったアニメ部門」の2部門で2位、「オススメしたいアニメ部門」で3位、「世界観が良かったアニメ部門」で5位に選出された。また、キャラクターにおいては「読者が選ぶアニメキャラ大賞2019」の「美しかったで賞」及び「セクシーだったで賞」の2部門で桜島麻衣が共に7位に選出された。
アメリカのアニメ評価サイト「Anime Trending」が主催した「第5回 Anime Trending Awards」での結果は以下の通り。
| 部門                                    | 対象                                       | 結果 | 出典   |
| --------------------------------------- | ------------------------------------------ | ---- | ------ |
| ANIME OF THE YEAR                       | 青春ブタ野郎はバニーガール先輩の夢を見ない | 2位  | [ 28 ] |
| MAN OF THE YEAR                         | 梓川咲太                                   | 3位  | [ 28 ] |
| GIRL OF THE YEAR                        | 桜島麻衣                                   | 1位  | [ 28 ] |
| SUPPORTING GIRL OF THE YEAR             | 双葉理央                                   | 3位  | [ 28 ] |
| COUPLE SHIP OF THE YEAR                 | 梓川咲太×桜島麻衣                          | 1位  | [ 28 ] |
| OPENING THEME SONG OF THE YEAR          | 「君のせい」                               | 1位  | [ 28 ] |
| BEST IN ADAPTATION                      | 青春ブタ野郎はバニーガール先輩の夢を見ない | 1位  | [ 28 ] |
| DRAMA ANIME OF THE YEAR                 | 青春ブタ野郎はバニーガール先輩の夢を見ない | 2位  | [ 28 ] |
| ROMANCE ANIME OF THE YEAR               | 青春ブタ野郎はバニーガール先輩の夢を見ない | 1位  | [ 28 ] |
| SUPERNATURAL ANIME OF THE YEAR          | 青春ブタ野郎はバニーガール先輩の夢を見ない | 1位  | [ 28 ] |
| BEST VOICE ACTING PERFORMANCE BY A MALE | 石川界人（梓川咲太役）                     | 1位  | [ 28 ] |

## 各話リスト
| 話数                                           | サブタイトル                                   | 絵コンテ                                       | 演出                                           | 作画監督 | 総作画監督                                     | 初放送日                                       |                                                |                                                |                                                |                                                |                                                |                                                |                                                |                                                |                                                |                                                |                                                |                                                |                                                |                                                |                                                |                                                |                                                |                                                |
| 『青春ブタ野郎はバニーガール先輩の夢を見ない』 | 『青春ブタ野郎はバニーガール先輩の夢を見ない』 | 『青春ブタ野郎はバニーガール先輩の夢を見ない』 | 『青春ブタ野郎はバニーガール先輩の夢を見ない』 | 『青春ブタ野郎はバニーガール先輩の夢を見ない』                                                                      | 『青春ブタ野郎はバニーガール先輩の夢を見ない』 | 『青春ブタ野郎はバニーガール先輩の夢を見ない』 | 『青春ブタ野郎はバニーガール先輩の夢を見ない』 | 『青春ブタ野郎はバニーガール先輩の夢を見ない』 | 『青春ブタ野郎はバニーガール先輩の夢を見ない』 | 『青春ブタ野郎はバニーガール先輩の夢を見ない』 | 『青春ブタ野郎はバニーガール先輩の夢を見ない』 | 『青春ブタ野郎はバニーガール先輩の夢を見ない』 | 『青春ブタ野郎はバニーガール先輩の夢を見ない』 | 『青春ブタ野郎はバニーガール先輩の夢を見ない』 | 『青春ブタ野郎はバニーガール先輩の夢を見ない』 | 『青春ブタ野郎はバニーガール先輩の夢を見ない』 | 『青春ブタ野郎はバニーガール先輩の夢を見ない』 | 『青春ブタ野郎はバニーガール先輩の夢を見ない』 | 『青春ブタ野郎はバニーガール先輩の夢を見ない』 | 『青春ブタ野郎はバニーガール先輩の夢を見ない』 | 『青春ブタ野郎はバニーガール先輩の夢を見ない』 | 『青春ブタ野郎はバニーガール先輩の夢を見ない』 | 『青春ブタ野郎はバニーガール先輩の夢を見ない』 | 『青春ブタ野郎はバニーガール先輩の夢を見ない』 |
| ---------------------------------------------- | ---------------------------------------------- | ---------------------------------------------- | ---------------------------------------------- | --- | ---------------------------------------------- | ---------------------------------------------- | ---------------------------------------------- | ---------------------------------------------- | ---------------------------------------------- | ---------------------------------------------- | ---------------------------------------------- | ---------------------------------------------- | ---------------------------------------------- | ---------------------------------------------- | ---------------------------------------------- | ---------------------------------------------- | ---------------------------------------------- | ---------------------------------------------- | ---------------------------------------------- | ---------------------------------------------- | ---------------------------------------------- | ---------------------------------------------- | ---------------------------------------------- | ---------------------------------------------- |
| #1                                             | 先輩はバニーガール                             | 増井壮一                                       | いわたかずや                                   | 田村里美 野々下いおり                                                                                               | 田村里美                                       | 2018年 10月4日                                 |                                                |                                                |                                                |                                                |                                                |                                                |                                                |                                                |                                                |                                                |                                                |                                                |                                                |                                                |                                                |                                                |                                                |                                                |
| #2                                             | 初デートに波乱は付き物                         | 坂田純一                                       | 堀口和樹                                       | 猪口美緒 杉薗朗子                                                                                                   | 髙田晃                                         | 10月11日                                       |                                                |                                                |                                                |                                                |                                                |                                                |                                                |                                                |                                                |                                                |                                                |                                                |                                                |                                                |                                                |                                                |                                                |                                                |
| #3                                             | 君だけがいない世界                             | 増井壮一                                       | 篠原正寛                                       | 宮﨑詩織 三木俊明 石毛理恵                                                                                          | 田村里美                                       | 10月18日                                       |                                                |                                                |                                                |                                                |                                                |                                                |                                                |                                                |                                                |                                                |                                                |                                                |                                                |                                                |                                                |                                                |                                                |                                                |
| #4                                             | ブタ野郎には明日がない                         | 倉川英揚                                       | 山中祥平                                       | 伊藤雅子 新村杏子 石毛理恵                                                                                          | 髙田晃                                         | 10月25日                                       |                                                |                                                |                                                |                                                |                                                |                                                |                                                |                                                |                                                |                                                |                                                |                                                |                                                |                                                |                                                |                                                |                                                |                                                |
| #5                                             | ありったけの嘘を君に                           | 平牧大輔                                       | 高橋謙仁                                       | 清水祐実 三浦龍 後藤依子                                                                                            | 田村里美                                       | 11月1日                                        |                                                |                                                |                                                |                                                |                                                |                                                |                                                |                                                |                                                |                                                |                                                |                                                |                                                |                                                |                                                |                                                |                                                |                                                |
| #6                                             | 君が選んだこの世界                             | いわたかずや                                   | いわたかずや                                   | 野々下いおり 三橋桜子                                                                                               | 髙田晃                                         | 11月8日                                        |                                                |                                                |                                                |                                                |                                                |                                                |                                                |                                                |                                                |                                                |                                                |                                                |                                                |                                                |                                                |                                                |                                                |                                                |
| #7                                             | 青春はパラドックス                             | 小野竜太                                       | 小野竜太                                       | 猪口美緒 杉薗朗子                                                                                                   | 田村里美                                       | 11月15日                                       |                                                |                                                |                                                |                                                |                                                |                                                |                                                |                                                |                                                |                                                |                                                |                                                |                                                |                                                |                                                |                                                |                                                |                                                |
| #8                                             | 大雨の夜にすべてを流して                       | 坂田純一                                       | 山中祥平                                       | 新村杏子 三木俊明                                                                                                   | 髙田晃                                         | 11月22日                                       |                                                |                                                |                                                |                                                |                                                |                                                |                                                |                                                |                                                |                                                |                                                |                                                |                                                |                                                |                                                |                                                |                                                |                                                |
| #9                                             | シスターパニック                               | 宮尾佳和                                       | 筑紫大介                                       | 戸井田珠里 宮﨑詩織 田村里美                                                                                        | 田村里美                                       | 11月29日                                       |                                                |                                                |                                                |                                                |                                                |                                                |                                                |                                                |                                                |                                                |                                                |                                                |                                                |                                                |                                                |                                                |                                                |                                                |
| #10                                            | コンプレックスこんぐらっちゅれーしょん         | 高橋謙仁                                       | 高橋謙仁                                       | 野々下いおり 三浦龍 都築遥 山口菜 王國年                                                                            | 髙田晃                                         | 12月6日                                        |                                                |                                                |                                                |                                                |                                                |                                                |                                                |                                                |                                                |                                                |                                                |                                                |                                                |                                                |                                                |                                                |                                                |                                                |
| #11                                            | かえでクエスト                                 | 堀口和樹                                       | 堀口和樹                                       | 清水祐実 三橋桜子 猪口美緒 小澤円 杉薗朗子 新村杏子 田村里美                                                        | 田村里美                                       | 12月13日                                       |                                                |                                                |                                                |                                                |                                                |                                                |                                                |                                                |                                                |                                                |                                                |                                                |                                                |                                                |                                                |                                                |                                                |                                                |
| #12                                            | 覚めない夢の続きを生きている                   | いわたかずや                                   | いわたかずや                                   | 小川玖理周 三木俊明 小橋弘侑 都築遥 野々下いおり 染谷友梨花 浅見日香留 余怩                                         | -                                              | 12月20日                                       |                                                |                                                |                                                |                                                |                                                |                                                |                                                |                                                |                                                |                                                |                                                |                                                |                                                |                                                |                                                |                                                |                                                |                                                |
| #13                                            | 明けない夜の夜明け                             | 増井壮一                                       | 高橋英俊                                       | 田村里美 | 田村里美                                       | 12月27日                                       |                                                |                                                |                                                |                                                |                                                |                                                |                                                |                                                |                                                |                                                |                                                |                                                |                                                |                                                |                                                |                                                |                                                |                                                |
| 『青春ブタ野郎はサンタクロースの夢を見ない』   |                                                |                                                |                                                | |                                                |                                                |                                                |                                                |                                                |                                                |                                                |                                                |                                                |                                                |                                                |                                                |                                                |                                                |                                                |                                                |                                                |                                                |                                                |                                                |
| #1                                             | 思春期は終わらない                             | 増井壮一                                       | 池田愛彩                                       | 野々下いおり 末田晃大 田中光輝 モリタユーシ こまもとあいこ                                                          | 野々下いおり 末田晃大                          | 2025年 7月5日                                  |                                                |                                                |                                                |                                                |                                                |                                                |                                                |                                                |                                                |                                                |                                                |                                                |                                                |                                                |                                                |                                                |                                                |                                                |
| #2                                             | 空気の味は何の味？                             | 安井貴司                                       | 安井貴司                                       | 大塚八愛 阿久澤友恵 モリタユーシ 末田晃大 福永智子 こまもとあいこ                                                   | 野々下いおり                                   | 7月12日                                        |                                                |                                                |                                                |                                                |                                                |                                                |                                                |                                                |                                                |                                                |                                                |                                                |                                                |                                                |                                                |                                                |                                                |                                                |
| #3                                             | アイドルソング                                 | 増井壮一                                       | 池田愛彩 髙橋英俊                              | 阿久澤友恵 鈴木夕陽 高橋尚千 野々下いおり 末田晃大 福永智子 こまもとあいこ 成瀬藍 大熊白 シュウ ビュハガ 鈴木紗英子 | 野々下いおり 末田晃大 成瀬藍                   | 7月19日                                        |                                                |                                                |                                                |                                                |                                                |                                                |                                                |                                                |                                                |                                                |                                                |                                                |                                                |                                                |                                                |                                                |                                                |                                                |
| #4                                             | 正義の味方                                     | 紅水康介                                       | 紅水康介                                       | Mockingbird 松原栄介 鐘文山 Fincrossed studio 東孝行 末田晃大                                                       | 末田晃大                                       | 7月26日                                        |                                                |                                                |                                                |                                                |                                                |                                                |                                                |                                                |                                                |                                                |                                                |                                                |                                                |                                                |                                                |                                                |                                                |                                                |
| #5                                             | 不協和音                                       | 増井壮一                                       | 土田駿                                         | 池田孝輝 上野あさみ 小川玖理周 吉田ひろみ YUE Fincrossed studio                                                     | 末田晃大                                       | 8月2日                                         |                                                |                                                |                                                |                                                |                                                |                                                |                                                |                                                |                                                |                                                |                                                |                                                |                                                |                                                |                                                |                                                |                                                |                                                |
| #6                                             | 記憶領域の君と僕                               | 原田孝宏                                       | 原田孝宏                                       | 羽土真衣子 東孝行                                                                                                   | 末田晃大                                       | 8月9日                                         |                                                |                                                |                                                |                                                |                                                |                                                |                                                |                                                |                                                |                                                |                                                |                                                |                                                |                                                |                                                |                                                |                                                |                                                |
| #7                                             | ヒルベルト空間の彼方から                       | 片瀬山                                         | 片瀬山                                         | 田中光輝 張毅成 こまもとあいこ 松原栄介 松永一秀 jeto あんこ餅 堀川陽向                                             | 田村里美 野々下いおり                          | 8月16日                                        |                                                |                                                |                                                |                                                |                                                |                                                |                                                |                                                |                                                |                                                |                                                |                                                |                                                |                                                |                                                |                                                |                                                |                                                |

## 放送局
| 放送期間                 | 放送時間                     | 放送局         | 対象地域   | 備考                             |
| ------------------------ | ---------------------------- | -------------- | ---------- | -------------------------------- |
| 2018年10月4日 - 12月27日 | 木曜 2:20 - 2:50（水曜深夜） | 朝日放送テレビ | 近畿広域圏 | 『水曜アニメ〈水もん〉』第1部    |
| 2018年10月6日 - 12月29日 | 土曜 23:30 - 日曜 0:00       | TOKYO MX       | 東京都     | 製作参加                         |
|                          |                              | BS11           | 日本全域   | 製作参加 / BS放送 / 『ANIME+』枠 |
|                          |                              | とちぎテレビ   | 栃木県     |                                  |
|                          |                              | 群馬テレビ     | 群馬県     |                                  |
| 2018年10月7日 - 12月30日 | 日曜 2:44 - 3:15（土曜深夜） | メ〜テレ       | 中京広域圏 | 製作参加                         |
| 2018年10月8日 - 12月31日 | 月曜 21:00 - 21:30           | AT-X           | 日本全域   | CS放送 / リピート放送あり        |

| 配信開始日    | 配信時間               | 配信サイト |
| ------------- | ---------------------- | --- |
| 2018年10月7日 | 日曜 12:00 更新        | ニコニコチャンネル dアニメストア GYAO! バンダイチャンネル Amazonビデオ ひかりTV U-NEXT アニメ放題 FOD ビデオマーケット music.jp DMM.com |
|               | 日曜 23:00 - 23:30     | ニコニコ生放送 |
| 2018年10月8日 | 月曜 23:30 - 火曜 0:00 | AbemaTV Abemaアニメチャンネル |
| 不明          | 不明                   | J:COMオンデマンド メガパック ビデオパス Hulu                                                                                            |

| 放送期間       | 放送時間                     | 放送局         | 対象地域   | 備考                                 |
| -------------- | ---------------------------- | -------------- | ---------- | ------------------------------------ |
| 2025年7月5日 - | 土曜 23:30 - 日曜 0:00       | TOKYO MX       | 東京都     | 製作参加                             |
|                |                              | とちぎテレビ   | 栃木県     |                                      |
|                |                              | 群馬テレビ     | 群馬県     |                                      |
|                |                              | BS11           | 日本全域   | 製作参加 / BS放送 / 『ANIME+』枠     |
| 2025年7月6日 - | 日曜 2:30 - 3:00（土曜深夜） | 朝日放送テレビ | 近畿広域圏 | 『ANiMAZiNG2!!!』枠                  |
|                |                              | メ〜テレ       | 中京広域圏 | 製作参加                             |
|                | 日曜 21:30 - 22:00           | AT-X           | 日本全域   | CS放送 / 字幕放送 / リピート放送あり |

| 配信開始日   | 配信時間                   | 配信サイト | 備考         |
| ------------ | -------------------------- | --- | ------------ |
| 2025年7月5日 | 土曜 23:30 更新            | ABEMA U-NEXT アニメ放題 | 見放題配信   |
| 2025年7月8日 | 火曜 12:00 更新            | dアニメストア（本店・ニコニコ支店・for Prime Video） Amazon Prime Video Disney+ Hulu DMM TV Lemino FOD AnimeFesta バンダイチャンネル | 見放題配信   |
|              |                            | TVer | 無料配信     |
|              |                            | ニコニコチャンネル | 都度課金配信 |
|              | 火曜 23:30 - 水曜 0:00     | ニコニコ生放送 | 無料配信     |
| 2025年7月9日 | 水曜 0:00（火曜深夜） 更新 | TELASA J:COM STREAM （見放題） milplus見放題パックプライム                                                                           | 見放題配信   |

## BD / DVD
| タイトル/巻                                   | 発売日         | 収録話                                                      | 規格品番      | 規格品番      |
| タイトル/巻                                   | 発売日         | 収録話                                                      | BD限定版      | DVD限定版     |
| --------------------------------------------- | -------------- | ----------------------------------------------------------- | ------------- | ------------- |
| 青春ブタ野郎はバニーガール先輩の夢を見ない 1  | 2018年12月19日 | 『バニーガール先輩』第1話 - 第3話                           | ANZX-12551/2  | ANZB-12551/2  |
| 青春ブタ野郎はバニーガール先輩の夢を見ない 2  | 2019年2月6日   | 『バニーガール先輩』第4話 - 第6話                           | ANZX-12553/4  | ANZB-12553/4  |
| 青春ブタ野郎はバニーガール先輩の夢を見ない 3  | 2019年3月6日   | 『バニーガール先輩』第7話 - 第8話                           | ANZX-12555/6  | ANZB-12555/6  |
| 青春ブタ野郎はバニーガール先輩の夢を見ない 4  | 2019年4月3日   | 『バニーガール先輩』第9話 - 第10話                          | ANZX-12557/8  | ANZB-12557/8  |
| 青春ブタ野郎はバニーガール先輩の夢を見ない 5  | 2019年5月15日  | 『バニーガール先輩』第11話 - 第13話                         | ANZX-12559/60 | ANZB-12559/60 |
| 青春ブタ野郎シリーズ Season1 Blu-ray Disc BOX | 2023年5月31日  | 『バニーガール先輩』第1話 - 第13話、 劇場版『ゆめみる少女』 | ANZX-15051〜5 | N/A           |

| 巻 | 発売日             | 収録話          | 規格品番     | 規格品番     |
| 巻 | 発売日             | 収録話          | BD限定版     | DVD限定版    |
| -- | ------------------ | --------------- | ------------ | ------------ |
| 1  | 2025年9月17日予定  | 第1話 - 第3話   | ANZX-17711/2 | ANZB-17711/2 |
| 2  | 2025年10月22日予定 | 第4話 - 第7話   | ANZX-17713/4 | ANZB-17713/4 |
| 3  | 2025年11月19日予定 | 第8話 - 第10話  | ANZX-17715/6 | ANZB-17715/6 |
| 4  | 2025年12月24日予定 | 第11話 - 第13話 | ANZX-17717/8 | ANZB-17717/8 |

## Webラジオ
2018年9月26日から2019年6月26日まで音泉とYouTubeにて『青春ブタ野郎はバニーガール先輩とおるすばん妹のラジオを聴きたい』が隔週（2019年2月からは月1回）水曜日に配信された。パーソナリティは桜島麻衣役の瀬戸麻沙美と梓川かえで役の久保ユリカ。また音泉から、未配信の録り下ろしラジオを収録したDJCDが発売されている。
2025年の『青春ブタ野郎はサンタクロースの夢を見ない』放送開始に伴い、『青春ブタ野郎はバニーガール先輩と おでかけシスターのラジオを聴きたい ～大学生編開幕SP～』が2025年7月12日に配信された。
| 配信回 | 配信日         | ゲスト                   |
| ------ | -------------- | ------------------------ |
| 第1回  | 2018年9月26日  | N/A                      |
| 第2回  | 2018年10月10日 | N/A                      |
| 第3回  | 2018年10月24日 | N/A                      |
| 第4回  | 2018年11月7日  | N/A                      |
| 第5回  | 2018年11月21日 | 東山奈央（古賀朋絵役）   |
| 第6回  | 2018年12月5日  | 内田真礼（豊浜のどか役） |
| 第7回  | 2018年12月19日 | 種﨑敦美（双葉理央役）   |
| 第8回  | 2019年1月2日   | 石川界人（梓川咲太役）   |
| 第9回  | 2019年1月16日  | N/A                      |
| 第10回 | 2019年1月30日  | N/A                      |
| 第11回 | 2019年2月20日  | N/A                      |
| 第12回 | 2019年3月13日  | N/A                      |
| 第13回 | 2019年4月10日  | N/A                      |
| 第14回 | 2019年5月15日  | N/A                      |
| 第15回 | 2019年6月12日  | N/A                      |
| 第16回 | 2019年6月26日  | 石川界人（梓川咲太役）   |

## 劇場アニメ

### 青春ブタ野郎はゆめみる少女の夢を見ない
2019年6月15日にアニプレックスの配給により公開された。

#### スタッフ（劇場アニメ第1作）
- 原作 - 鴨志田一[36]
- 原作イラスト - 溝口ケージ[36]
- 監督 - 増井壮一[36]
- 脚本 - 横谷昌宏[36]
- キャラクターデザイン・総作画監督 - 田村里美[36]
- プロップデザイン - 髙田晃[36]
- 美術設定 - 藤井一志[36]
- 美術監督 - 平柳悟[36]、薄井久代[36]
- 色彩設計 - 横田明日香[36]
- CGディレクター - 野間裕介[36]
- 撮影監督 - 関谷能弘[36]
- 2Dデザイン・モニターワークス・特殊効果 - 内海紗耶[36]
- 編集 - 三嶋章紀[36]
- 音響監督 - 岩浪美和[36]
- 音楽 - fox capture plan[36]
- プロデューサー - 横山朱子[37]、黒川雄一朗[37]
- アニメーションプロデューサー - 木田和哉[37]
- 配給 - アニプレックス[36]
- 制作 - CloverWorks[36]
- 製作 - 青ブタ Project（アニプレックス、ABCアニメーション、KADOKAWA、TOKYO MX、メ〜テレ、BS11、博報堂DYミュージック&ピクチャーズ）[36]

#### 制作（劇場アニメ第1作）
増井は本シリーズの監督の要請を受けた際に、テレビシリーズ終了後に原作小説第6巻と7巻の内容を劇場版で行う旨を知らされていた。テレビシリーズでは咲太がヒロインたちを助ける展開が続いていくが本作では咲太が自身の問題に直面しており、内容的にもハードなため、「大変だ。ここが要だな」と感じたという。テレビシリーズでは傍観者でいられる（自身が決断をしなくて済む）立場であった咲太が本作では決断を迫られてまうことになっており、増井は「その決断や、そこに至るまでの過程」を丁寧に描きたいと思ったと話している。
牧之原翔子役の水瀬いのりは、作中に様々な年齢の翔子が登場するが年齢に合わせた演技を意識的に行うことはなく、台詞読むタイミングで自然と演じ分けることができたと話している。

#### 評価（劇場アニメ第1作）
全国31スクリーン規模で公開された。公開された15日、16日の二日間の動員数が約6万6000人で、興行収入が約1億円を記録した。予想を超える人気から、公開日から劇場グッズが品薄になり、7月初旬から増産分が順次販売され、同年7月から9月にかけて順次、全国での拡大上映が決定した。全国で合計95館にて公開され、10月17日に最後の上映が終了し累計興行収入は5億1000万円となった。また、7月初旬から販売開始された増産分も品薄状態になり、ANIPLEX＋（現アニプレックス オンライン）にて、一部数量限定で劇場グッズの事後販売が実施された。
BD（完全生産限定版）の初週推定売上は25,500枚、DVD（同）の初週推定売上は3,815枚をそれぞれ記録している。
「ニュータイプアニメアワード2018-2019」では作品賞（劇場作品）で『ゆめみる少女』が10位を獲得している。

#### BD / DVD（劇場アニメ第1作）
| タイトル/巻                                   | 発売日         | 収録話                                                      | 規格品番      | 規格品番      |
| タイトル/巻                                   | 発売日         | 収録話                                                      | BD限定版      | DVD限定版     |
| --------------------------------------------- | -------------- | ----------------------------------------------------------- | ------------- | ------------- |
| 青春ブタ野郎はゆめみる少女の夢を見ない        | 2019年11月27日 | 劇場版『ゆめみる少女』                                      | ANZX-15023〜5 | ANZB-15023〜5 |
| 青春ブタ野郎シリーズ Season1 Blu-ray Disc BOX | 2023年5月31日  | 『バニーガール先輩』第1話 - 第13話、 劇場版『ゆめみる少女』 | ANZX-15051〜5 | N/A           |

#### Webラジオ（劇場アニメ第1作）
劇場版『ゆめみる少女』DVD/Blu-ray発売記念として2019年11月19日と27日に『青春ブタ野郎はバニーガール先輩とおるすばん妹のラジオを聴きたい』の限定復活配信が行われた。
| 配信回    | 配信日         | ゲスト                     |
| --------- | -------------- | -------------------------- |
| 復活第1回 | 2019年11月19日 | 石川界人（梓川咲太役）     |
| 復活第2回 | 2019年11月27日 | 水瀬いのり（牧之原翔子役） |

### 青春ブタ野郎はおでかけシスターの夢を見ない
2023年6月23日にアニプレックスの配給により公開された。

#### スタッフ（劇場アニメ第2作）
- 原作 - 鴨志田一[49]
- 原作イラスト - 溝口ケージ[49]
- 監督 - 増井壮一[49]
- 構成・脚本 - 横谷昌宏[49]
- キャラクターデザイン・総作画監督 - 田村里美[49]
- プロップデザイン - 道下康太[49]
- 美術設定 - 塩澤良憲[49]
- 美術監督 - 大久保聡[49]
- 色彩設計 - 横田明日香[49]
- 撮影監督 - 楊暁牧[49]
- 2Dデザイン・モニターワークス・特殊効果 - 内海紗耶[49]
- 編集 - 三嶋章紀[49]
- 音響監督 - 岩浪美和[49]
- 音楽 - fox capture plan[49]
- プロデューサー - 奈良駿介、黒川雄一朗
- アニメーションプロデューサー - 小野忍
- 配給 - アニプレックス[49]
- 制作 - CloverWorks[49]
- 製作 - 青ブタ Project[49]（アニプレックス、ABCアニメーション、KADOKAWA、TOKYO MX、メ～テレ、BS11）

#### 制作（劇場アニメ第2作）
田村は鴨志田や増井から花楓がメインの作品となることから花楓の様々な表情をリクエストされており、例えば顔を膨れさせた表情や怒った表情は今回が初だったという。また、今作で最もこだわったシーンとして「咲太と花楓が保健室で言い合う場面」を挙げており、咲太と花楓の気持ちを考えて修正を入れたとのこと。
梓川花楓役の久保ユリカは、表現次第で花楓がヒステリックに見えてしまうかもしれないため、「そのバランスを大切にしながら花楓の持つ繊細さをしっかり表現する」ことを意識してアフレコに臨んだと話している。

#### 挿入歌（劇場アニメ第2作）
「ミューズになっちゃう」
スイートバレット（内田真礼、雨宮天、渋谷彩乃、鈴代紗弓、高木美佑）による劇中歌。作詞は児玉雨子、作曲・編曲は村田祐一。
「オトメノート」
スイートバレット（内田真礼、雨宮天、渋谷彩乃、鈴代紗弓、高木美佑）による劇中歌。『おでかけシスター』で使用。作詞は児玉雨子、作曲・編曲は村田祐一。

#### 評価（劇場アニメ第2作）
当初全国104館で公開され、公開日から3日間の興行収入が前作『ゆめみる少女』を超える約1億7500万円を記録した。また同期間の映画動員ランキングで4位、邦画としては首位を記録した。8月4日、興行収入が5億円を突破し『ゆめみる少女』を越え、また8月から10月にかけて上映館の拡大を行うことが発表された。
BD（完全生産限定版）の初週推定売上は8,867枚、DVD（同）の初週推定売上は979枚をそれぞれ記録している。
「ニュータイプアニメアワード2022-2023」では作品賞（劇場上映作品）で『おでかけシスター』が10位を獲得している。

#### BD / DVD（劇場アニメ第2作）
| タイトル/巻                                | 発売日         | 収録話                     | 規格品番      | 規格品番      |
| タイトル/巻                                | 発売日         | 収録話                     | BD限定版      | DVD限定版     |
| ------------------------------------------ | -------------- | -------------------------- | ------------- | ------------- |
| 青春ブタ野郎はおでかけシスターの夢を見ない | 2023年11月29日 | 劇場版『おでかけシスター』 | ANZX-17001〜4 | ANZB-17001〜4 |

#### Webラジオ（劇場アニメ第2作～第3作）
2023年5月2日からは『青春ブタ野郎はバニーガール先輩とおでかけシスターのラジオを聴きたい』が同パーソナリティにて、劇場アニメ『青春ブタ野郎はおでかけシスターの夢を見ない』の公開に合わせ隔週火曜日に配信開始された。7月配信で一旦休止した後、9月から『青春ブタ野郎はランドセルガールの夢を見ない』の公開にあわせ月1回配信で再開している。
2024年1月30日の第12回で一度最終回を迎えたが、『ランドセルガール』BD/DVDの発売を記念して同年6月21日に限定復活した。
| 配信回 | 配信日         | ゲスト                 |
| ------ | -------------- | ---------------------- |
| 第1回  | 2023年5月2日   | N/A                    |
| 第2回  | 2023年5月16日  | N/A                    |
| 第3回  | 2023年5月30日  | N/A                    |
| 第4回  | 2023年6月13日  | N/A                    |
| 第5回  | 2023年6月27日  | N/A                    |
| 第6回  | 2023年7月11日  | 石川界人（梓川咲太役） |
| 第7回  | 2023年7月25日  | N/A                    |
| 第8回  | 2023年9月26日  | N/A                    |
| 第9回  | 2023年10月31日 | N/A                    |
| 第10回 | 2023年11月23日 | N/A                    |
| 第11回 | 2023年12月12日 | N/A                    |
| 第11回 | 2023年12月12日 | N/A                    |
| 第12回 | 2024年1月30日  | 石川界人（梓川咲太役） |
| 第13回 | 2024年6月21日  | 石川界人（梓川咲太役） |

### 青春ブタ野郎はランドセルガールの夢を見ない
2023年12月1日にアニプレックスの配給により公開された。

#### スタッフ（劇場アニメ第3作）
- 原作 - 鴨志田一[62]
- 原作イラスト - 溝口ケージ[62]
- 監督 - 増井壮一[62]
- 構成・脚本 - 横谷昌宏[62]
- キャラクターデザイン・総作画監督 - 田村里美[62]
- 総作画監督 - 大磯夏海[62]
- プロップデザイン - 道下康太[62]
- 美術設定 - 塩澤良憲[62]
- 美術監督 - 大久保聡[62]
- 色彩設計 - 横田明日香[62]
- 撮影監督 - 楊暁牧[62]
- 2Dデザイン・モニターワークス・特殊効果 - 内海紗耶[62]
- 編集 - 三嶋章紀[62]
- 音響監督 - 岩浪美和[62]
- 音楽 - fox capture plan[62]
- プロデューサー - 奈良駿介、黒川雄一朗
- アニメーションプロデューサー - 小野忍
- 配給 - アニプレックス[62]
- 制作 - CloverWorks[62]
- 製作 - 青ブタ Project[62]（アニプレックス、ABCアニメーション、KADOKAWA、TOKYO MX、メ～テレ、BS11）

#### 制作（劇場アニメ第3作）
TVシリーズや『ゆめみる少女』では、ヒロインたちが持つ悩みに咲太が寄り添う形でストーリーが展開されていたが、本作では咲太自身の問題が焦点となっており、誰にも助けてもらえない展開となっている。増井は他人に振りまわされていた咲太自身も心の中に大きな問題を持っており、そのような咲太の心情をどのように視聴者に伝えるかを最も意識したと話している。また、増井は演出面で意識した点について以下のように話している。

#### 評価（劇場アニメ第3作）
全国103館で公開され、公開日から3日間で約1億6300万円の興行収入を記録した。また同期間での動員数は前作『おでかけシスター』を超え、映画動員ランキングは初登場作品中トップ、全体では4位となった。

#### BD / DVD（劇場アニメ第3作）
| タイトル/巻                                | 発売日        | 収録話                     | 規格品番      | 規格品番      |
| タイトル/巻                                | 発売日        | 収録話                     | BD限定版      | DVD限定版     |
| ------------------------------------------ | ------------- | -------------------------- | ------------- | ------------- |
| 青春ブタ野郎はランドセルガールの夢を見ない | 2024年6月26日 | 劇場版『ランドセルガール』 | ANZX-17005〜7 | ANZB-17005〜7 |

## 関連書籍

### イラストブック
テレビアニメ『バニーガール先輩』、劇場版『ゆめみる少女』のキービジュアルや雑誌イラスト、原画に名場面カットを掲載した「青春ブタ野郎シリーズ公式イラストブック　PAINTING」がアニプレックス+や全国のアニメイト、アニメイトオンラインショップにて販売された。また『おでかけシスター』『ランドレスガール』のカットを掲載した「青春ブタ野郎シリーズ公式イラストブック PAINTING2」が同様に発売された。

### 総作画監督修正集
「青春ブタ野郎シリーズ」のテレビシリーズ本編と劇場版『ゆめみる少女』本編から厳選された、総作画監督の田村里美＆髙田晃によるフルカラーの修正原画をコメントともに多数収録されている、「青春ブタ野郎は制作メイキングの夢を見ない 総作画監督修正集」の発売が発表された。

## イベント
青春ブタ野郎はパーティーガールの夢を見ない
2019年2月9日に三郷市文化会館にて開催されたイベント。「青春ブタ野郎はゆめみる少女の夢を見ない」Blu-ray完全生産限定版に、このイベントの内容を収録したBlu-rayが封入された。
青春ブタ野郎はスノーデイズの夢を見ない
2020年2月23日に茅ヶ崎市民文化会館にて開催されたイベント。
青ブタFes -青春ブタ野郎はカラフルアルバムの夢を見ない-
2024年11月23日にベルサール高田馬場にて開催されたイベント。DVD/Blu-rayも発売されている。
青春ブタ野郎はスクールメモリーの夢を見ない -青ブタ展-
2024年3月12日から東京、愛知、大阪、石川、京都、神奈川の各会場で開催された、『青春ブタ野郎』シリーズの世界観を再現した展示会。
青春ブタ野郎シリーズ POP UP SHOP ～桜島麻衣の夏休み～
ホビーストックで2025年4月25日より、東京・大阪とオンラインショップで「青春ブタ野郎シリーズ POP UP SHOP ～桜島麻衣の夏休み～」を期間限定ショップとして開催。描き下ろしグッズの先行販売や当イベント限定の購入特典が用意されている。